# Simon Reynolds
Simon Reynolds (Londra, 19 giugno 1963) è un critico musicale britannico.
Cresciuto nello Hertfordshire, è famoso per i suoi scritti sull'Electronic Dance Music e per aver coniato il termine post-rock. È considerato uno dei più importanti critici musicali contemporanei.
Oltre alle recensioni inerenti alla musica elettronica e alcuni libri sul post-punk e il rock, Reynolds ha scritto recensioni su una vasta gamma di artisti e generi musicali, collaborando con Melody Maker, The New York Times, Village Voice, Spin, The Guardian, Rolling Stone, The Observer, Artforum, New Statesman, The Wire, Mojo, Uncut e molte altre riviste specializzate; risiede all'East Village di New York, con sua moglie Joy Press e i due figli, Kieran and Tasmine.

## Teoria critica
Reynolds è diventato famoso per aver incorporato la teoria critica nella sua analisi musicale, scrivendo abbondantemente a proposito del genere, classe, razza e sessualità e la loro influenza sulla musica. Nei suoi studi sul legame fra classe sociale e musica, Reynolds ha coniato il termine classe liminale, definita come alto-proletariato e bassa-borghesia, un gruppo sociale cui attribuisce "molta energia musicale".
Reynolds ha anche scritto estensivamente sulla cultura della droga e la sua relazione con la musica; nel suo Generazione ballo/sballo Reynolds traccia gli effetti della droga sulla scena rave. Oltre che in Generazione ballo/sballo, il suo interesse per l'argomento è evidente anche nella sua recensione del film Trainspotting.
Gli scritti di Reynolds hanno tratto ispirazione da alcuni noti filosofi e teorici musicali moderni, fra cui Gilles Deleuze, Félix Guattari, Brian Eno, Joe Carducci e i Situazionisti.
Reynolds afferma di essere stato leggermente influenzato dal pensiero marxista, applicando alla musica concetti quali il feticismo della merce e la falsa coscienza (Reynolds parla di due esempi relativi alla musica hip hop).
Dalla seconda metà degli anni duemila si è dedicato all'analisi del revival e del riciclo di generi del passato che a suo avviso sono ormai dominanti nella scena musicale del XXI secolo. Viene inoltre ricordato per aver riutilizzato il concetto di "hauntology", coniato dal filosofo Jacques Derrida, per definire un genere musicale che "mette il passato dentro il presente".

## Libri pubblicati
- Blissed Out, Serpent's Tail, 1990. ISBN 1-85242-199-1.
- con Joy Press, The Sex Revolts: Gender, Rebellion and Rock 'N' Roll , Serpent's Tail, 1995. ISBN 1-85242-254-8.
- Energy Flash: A Journey Through Rave Music and Dance Culture, Pan Macmillan, 1998 e 2008, ISBN 978-0-330-45420-9, ISBN 0-330-35056-0; pubblicato negli Stati Uniti come Generation Ecstasy: Into the World of Techno and Rave Culture, North American title, Routledge, 1999, ISBN 0-415-92373-5 (Generazione ballo/sballo. L'avvento della dance music e il delinearsi della club culture. Arcana, 2000. ISBN 88-7966-223-6. Ristampato come Energy flash. Viaggio nella cultura rave, Arcana, 2010)
- Rip It Up and Start Again: Postpunk 1978–1984, 2005 (Post-punk 1978-1984, Isbn Edizioni, 2006. ISBN 88-7638-045-0)
- Bring The Noise: 20 Years of writing about Hip Rock and Hip-Hop, 2007 (Hip-hop-rock 1985-2008, Isbn Edizioni, 2008. ISBN 88-7638-105-8)
- Totally Wired: Post-Punk Interviews and Overviews, 2009 (Totally wired. "Post-punk". Dietro le quinte, Isbn Edizioni, 2010. ISBN 88-7638-169-4)
- Retromania: Pop Culture's Addiction to Its Own Past, 2011 (Retromania. Musica, cultura pop e la nostra ossessione per il passato, Isbn Edizioni, 2011. ISBN 978-88-7638-170-6, poi Minimum Fax 2017)
- Shock and Awe: Glam Rock and Its Legacy, from the Seventies to the Twenty-First Century, 2016 (Polvere di stelle. Il glam rock dalle origini ai giorni nostri, Minimum Fax, 2017)
- Futuromania: Sogni elettronici da Moroder ai Migos, 2020 (Futuromania. Sogni elettronici da Moroder ai Migos, Minimum Fax 2020. ISBN 978-88-3389-092-0)